# Empodiodes whittingtoni
Empodiodes whittingtoni là một loài ruồi trong họ Asilidae. Empodiodes whittingtoni được Londt miêu tả năm 1992. Loài này phân bố ở vùng nhiệt đới châu Phi.